# Mario Carminatti
Mario Hebert Carminatti Oliveri (18 de enero de 1936 - 15 de febrero de 2002) fue un abogado, empresario y político uruguayo, perteneciente al sector batllista del partido Colorado.

## Biografía
Su padre Gualberto era propietario de un ómnibus de transporte local y su madre Adela era ama de casa. Concurrió a la Escuela Nº 5 José Enrique Rodó, al Liceo «Eugenio Capdevielle» y completó Bachillerato de Derecho en Mercedes.
En 1954 se estableció en Montevideo para cursar Facultad de Derecho. Abandonó los estudios terciarios a los 19 años, cuando falleció su padre y junto a su hermano se hacen cargo de la empresa. Retomó los estudios, se graduó como abogado y en 1962 instaló su estudio en Fray Bentos.
Fue director de los Departamentos Jurídicos del Banco de Río Negro y de la Banca Federada del Interior (BANFED), le integró los directorios de ambas instituciones.
Junto a su hermano, el odontólogo Ruben «Pombo» Gualberto, ampliaron el servicio de ómnibus de la familia (contaban con la Empresa ETA que hacía viajes a Mercedes y Gualeguaychú) y adquirieron las empresas CORPORACIÓN de Minas y CUT de Fray Bentos.
En 1973 adquirieron y reciclaron un edificio céntrico de Fray Bentos donde se ubicaba una confitería, en la esquina de 18 de Julio y 25 de Mayo, convirtiéndolo en una edificación de dos plantas: en la parte inferior las Galerías «Gualberto Carminatti» (en tributo al padre de ambos) y en la parte superior, el Hotel Plaza.
Mario y Ruben pasaron a ser destacados empresarios del transporte de pasajeros y de la industria hotelera, además de ejercer cada uno su profesión de abogado y odontólogo, respectivamente.
En esa época participó de la fundación del Jockey Club Fray Bentos.
Casado con Miriam Elena Zaldúa Aristimuño, tuvieron dos hijos, Gualberto Mario y Marcelo Hugo. Tuvo otro hijo, Juan Andrés, con Susana Yáñez.
Su hermano Ruben fue diputado por Río Negro en el período del 2000 al 2005.

## Trayectoria política
En 1967 el intendente de Río Negro Emilio Falcone (Partido Colorado - Lista 15) lo designó asesor jurídico de la Intendencia, Ocupó ese cargo durante cinco años y fue responsable de la redacción del Estatuto del Funcionario Municipal de Río Negro.
En las elecciones de 1971 integró como suplente la lista 8-15 de Unidad y Reforma que postulaba a Guillermo Stirling como candidato a diputado (no resultó elegido) y a Jorge Batlle a la presidencia de la República. Las elecciones departamentales fueron definidas con los votos observados a favor del partido Nacional y el 15 de febrero de 1972, asume Luis Barriola, candidato de la Agrupación 58 (Por la Patria - Movimiento de Rocha). Si bien era funcionario presupuestado Carminatti presentó renuncia pues ocupaba un cargo de confianza.
En esas elecciones los votos departamentales se dividieron así: partido Nacional 43,8%, partido Colorado 43,5% y Partido Demócrata Cristiano (Frente Amplio) 12,7%. 
A partir del golpe de estado de 1973 se opuso a la dictadura cívico-militar (1973-1985). Durante ese período, a pesar de la prohibición del derecho de reunión, realizaba reuniones de intercambio político en su propio estudio jurídico en el subsuelo de las Galerías Carminatti. En 1980 apoyó el voto por el No en el plebiscito constitucional de 1980 con el que los militares buscaban legitimar su poder. A partir de esta campaña se vinculó con Enrique Tarigo por su prédica a través del semanario Opinar.

### Elecciones internas de 1982
Para las elecciones internas de los partidos políticos de noviembre de 1982, se desvinculó de la lista 15 y fundó la Alianza Principista Colorada y Batllista, alineada con Enrique Tarigo y junto a disidentes de la pachequista Unión Colorada y Batllista (UCB) liderados por Raumar Jude. Su lista se identificó con las letras LAI, ya que no se autorizaron números para las hojas de votación y fue la más votada dentro del partido Colorado en el departamento de Río Negro, en particular en Fray Bentos. Pero el grupo más poderoso resultó ser Unidad y Reforma que presentó dos listas: una para Fray Bentos, encabezada por Guillermo Stirling, y otra para Young encabezada por Marcelo Urquijo.
Fue elegido Convencional Nacional y Convencional Departamental. Posteriormente integró el Comité Ejecutivo Departamental de Río Negro y fue suplente en el Comité Ejecutivo Nacional (CEN) del partido Colorado. Hacia el final de la dictadura, su sector político integró la Concertación Departamental Programática de Río Negro, junto a otros sectores políticos, gremiales y sociales.
En estas elecciones internas el partido Colorado recibió 11.261 votos (3348 para la lista LAI de Carminatti, 1018, para el Batllismo Radical de Guillermo F. Hodges y 1523 para la UCB). El partido Nacional recibió 10.197 votos y la Unión Cívica 457 votos.

### Elecciones de 1984: primera intendencia
Para las elecciones de 1984 se alió con Guillermo Stirling, la Corriente Batllista Independiente y el sector de Amílcar Vasconcellos para enfrentar dentro del Partido Colorado a los candidatos de Unidad y Reforma, Lista 15, Marcelo Urquijo a la Intendencia e Iris Abad Guerra a la diputación.
En la hoja de votación nacional, de número 85-15 y con la fórmula presidencial Julio María Sanguinetti - Enrique Tarigo, se vota el Senado del Batllismo Unido y a Stirling como candidato a diputado. En la hoja de votación con el número 85, se vota a Carminatti como candidato a la Intendencia.
El triunfo fue del partido Colorado con el 54,1% (15.624 votos), por lo que obtuvo 17 ediles y Carminatti fue elegido Intendente Municipal del departamento de Río Negro. Stirling fue elegido representante nacional por Río Negro. El partido Nacional obtuvo el 35,9% (10.345 votos) y el Frente Amplio el 9,5% (2.755 votos).
La Agrupación 58, sector mayoritario del partido Nacional, llevó como candidato a la Intendencia a Juan Carlos González Arrieta y el Frente Amplio (que debió emplear como en 1971 el lema Partido Demócrata Cristiano), a Gustavo Alamón. Ante la imposibilidad de votar a un presidente de un lema y un intendente de otro, los votantes nacionalistas y frenteamplistas solo depositaban la hoja nacional sin incluir la lista departamental, con lo que daban un apoyo indirecto a Carminatti. Asumió el cargo el 15 de febrero de 1985, en una ceremonia en el Teatro Miguel Young y en medio de celebraciones populares.
Designó al escribano Ruben Ruiz Morena como Secretario General y una de sus primeras medidas fue restituir a un importante número de funcionarios municipales destituidos por el régimen militar por razones políticas.
Uno de los conceptos más empleados por Carminatti en la campaña electoral era que la Intendencia de Río Negro debía convertirse en una «palanca de desarrollo», dando a su gobierno un fuerte sesgo estatista, pero con una destacada impronta empresarial.
Algunas de las medidas que tomó durante su primera intendencia en el área de políticas sociales fueron la construcción de comedores del Instituto Nacional de Alimentación (INDA) en Fray Bentos y Young y merenderos en casi todo el Departamento, apoyar el Programa Nacional de Complementación Alimentaria; construir centros comunitarios socio-culturales-deportivos (en Grecco, Paso de la Cruz, Paso de los Mellizos, Sarandí de Navarro) y centros de barrio (Las Canteras en Fray Bentos, Costa de África en Nuevo Berlín); hogares estudiantiles en Young y en Montevideo; ómnibus municipal para traslado de maestros rurales a escuelas de campaña; programa odontológico; planes de vivienda urbanos y rurales (en convenio con MEVIR); apoyo a la salud pública en centros urbanos y policlínicas rurales y a la enseñanza pública.
En el área de Desarrollo creó el Departamento de Desarrollo, a fin de promover planes y programas que respaldaran emprendimientos de perfil agroindustrial y comercial, dieran apoyo a las micro y pequeñas empresas y a la búsqueda de inversiones para generar fuentes de empleo. Se brindó a los pequeños y medianos productores asistencia técnica gratuita, servicio de maquinaria y cursos de capacitación y reconversión laboral.
Se impulsó la construcción de cordón-cuneta y bituminoso en los centros urbanos, eliminando buena parte de las calles de tosca y de tierra. Se mejoró la extensa red de 1.500 km de caminería rural departamental. Se llegó con alumbrado público a los barrios más alejados de la ciudad y junto con UTE se renovaron las redes en mal estado de conservación y se amplió el acceso de ellas en todo el departamento.
Se amplió y mejoró la infraestructura y servicios del Balneario Las Cañas sobre el río Uruguay con la habilitación de nuevas playas: Los Pescadores, El Paraíso y nuevas áreas de camping urbanizado y agreste. Se construyeron moteles (bungalows), baterías de baños, proveedurías, áreas de juegos infantiles (Fraylandia) y deportivas, edificio de la Administración, cinco pozos semisurgentes, alumbrado, forestación, caminería interna, red de saneamiento y plantas de bombeo. Se realizó el segundo sorteo de 248 solares del Centro Poblado Las Cañas (el anterior se realizó en 1970), lo que derivó en la construcción de una importante cantidad de viviendas de veraneo.
Se instaló una sala de Casino del Estado en el Gran Hotel Fray Bentos y se recuperó el Campo de Golf en el Barrio Anglo.
En San Javier se hicieron varias obras en el Balneario Puerto Viejo sobre el río Uruguay; parador, gabinetes higiénicos, baños con ducheros, fogones, bancos y mesas. En Nuevo Berlín se hicieron obras en Balneario El Sauzal sobre el río Uruguay y se construyeron moteles: baterías de baños con suministro de energía eléctrica y agua potable en el camping, fogones y mesas.
Cerca de Young se llevaron a cabo obras en el Balneario Paso de las Piedras; gabinetes higiénicos, baños con ducheros, pozo semisurgente, tanque de depósito, fogones, bancos y mesas.
Por iniciativa suya el Poder Ejecutivo transfirió a la Intendencia el ex Frigorífico Anglo del Uruguay y el Barrio Anglo. Se inició la tarea de reciclaje, reconversión y puesta en valor de algunos espacios techados del ex Frigorífico, creando primero un Circuito Histórico-Turístico (base del futuro Museo de la Revolución Industrial) y el Parque Industrial Municipal para la instalación de pequeñas y medianas empresas. También se iniciaron trabajos de refacción de la Casa Grande y Casa de Visitas, vivienda del exgerente del Frigorífico Anglo y Viceconsulado británico.
En Salud se refaccionaron, reconstruyeron y ampliaron los centros hospitalarios de Fray Bentos y Young junto al Ministerio de Salud Pública y las Comisiones de Apoyo; adquisición, instalación y mantenimiento de equipos odontológicos para el Interior del Departamento.
Posibilitó la creación del Museo «Luis A. Solari», en el edificio de la ex Sociedad Cosmopolita, un tributo en vida al artista fraybentino. Se reconstruyó y refaccionó el Teatro Young; se creó el Departamento de Cultura; se implementaron diversos talleres de artes, cursos y cursillos para todo el departamento. Se creó Centro de Difusión Cultural y Artesanal (proyecto inicial de Gustavo Alamón), la Casa de Cultura «Juan P. Marín» de Young y el Concurso Internacional de Guitarra «Mtro. Abel Carlevaro», creado e impulsado por el concertista fraybentino Mtro. Gonzalo Solari.
En Fray Bentos se recicló el edificio del ex liceo y ex museo para instalar la Junta Departamental de Río Negro. Se canalizó el arroyo Laureles y se hicieron mejoras en la Tablada Municipal, en la Sociedad Recreativa La Estrella de Barrio Anglo y en las plazas de Deportes José Bozzo y Parque Liebigs. Se construyeron las plazas Dr. Eduardo Levratto, El Tobogán y la plazoleta de la Integración Latinoamericana.
En Young se parquizó toda la avenida 18 de Julio y se abrieron pasos a nivel sobre la vía férrea y peatonales. Se hizo un estadio de Baby Fútbol y una piscina municipal. Se reconstruyó el hogar infantil Olga Iturbide, se adquirió el edificio de la ex Caja Popular de Young para sede de la Junta Local, se creó un Parque - Camping en un predio del MTOP y un Parque Forestal en un predio donado por la Sociedad Rural de Río Negro.
En Nuevo Berlín se construyeron 36 viviendas para habitantes del barrio Costa de África, un nuevo local para la Escuela del Hogar, Centro de Barrio Costa de África y un área de deportes en avenida Romay y Rambla. Se amplió y parquizó la rambla Costanera hasta las viviendas de MEVIR y se ampliaron las construcciones de la Junta Local.
En San Javier se recuperó el estadio de fútbol de la Liga la pista de atletismo y la plaza de Deportes; se reconstruyó la Sabraña, se ofrecieron terrenos a MEVIR para construcción de viviendas y se apoyó a la fundación Vladimir Roslik.

### Ley de Caducidad e Internas del Batllismo Unido
Ante el referéndum anulatorio de la Ley de Caducidad de la Pretensión Punitiva del Estado del 16 de abril de 1989, apoyó el mantenimiento de la Ley. En Río Negro el voto amarillo para mantener la ley obtuvo 20.669 votos y el verde por la derogación 7.936.
En las elecciones internas del Batllismo de 1989, donde se enfrentaron Enrique Tarigo y Jorge Batlle para definir el candidato único del Batllismo Unido en las elecciones nacionales de noviembre de 1989, Carminatti apoyó la candidatura de Tarigo.
Ante las dudas de algunos dirigentes políticos de su sector y previendo que una derrota de Tarigo en Río Negro fuera vista como un debilitamiento de su liderazgo, en los medios de difusión comenzó a emitirse un mensaje que expresaba: «Carminatti es un hombre de palabra y ha dicho que si no gana el Dr. Enrique Tarigo en Río Negro, no se presentará a la reelección».
Finalmente Río Negro fue uno de los departamentos donde Tarigo se impuso a Jorge Batlle, aunque el triunfo en lo nacional correspondió al segundo.

### Renuncia, búsqueda de la reelección y campaña electoral
Renunció al cargo de Intendente en agosto de 1989 para poder postularse a la reelección, asumiendo Pedro Cantonnet durante seis meses como titular del Ejecutivo.
La campaña electoral fue particularmente ríspida en el Partido Colorado, debido al enfrentamiento entre dos de los candidatos a la diputación que acompañaban a Jorge Batlle a la Presidencia y a Carminatti en la reelección: Ruben Rodríguez López por la Lista 585 y Guillermo Stirling por la Lista 85-15.
En esta oportunidad también acompañaron su candidatura a la Intendencia los sectores colorados (que postulaban a Jorge Batlle a la presidencia) Corriente Batllista Independiente, Movimiento de Reafirmación Batllista  y en forma no oficial, dos listas de la Unión Colorada y Batllista que votaban a la presidencia de Jorge Pacheco Areco y aconsejaban votar a Carminatti en lo departamental.
Carminatti, con su lista 85, centró la campaña en los resultados de su gestión y su obra al frente de la Intendencia.
Su eslogan fue: Idea y obra.

### Elecciones de 1989: segunda intendencia
En las elecciones de 1989, en las que triunfó el partido Nacional con Luis Alberto Lacalle como candidato presidencial, los colorados solo conservaron dos intendencias: Río Negro y Artigas. Carminatti fue reelecto por amplia mayoría, al igual que Stirling como diputado departamental.
Los colorados obtuvieron el 47,5% (13.621 votos), los nacionalistas el 38,4% (11.007 votos), el Frente Amplio el 10,9% (3.136 votos) y el Nuevo Espacio 3,2% (908 votos).
Se dio un fenómeno similar al de 1984, blancos y frentistas facilitaron el triunfo colorado al introducir solamente la hoja nacional en el sobre de votación. Carminatti asumió la intendencia el 15 de febrero de 1990 y volvió a designar como Secretario General a Ruben Ruiz Morena.
Durante algún tiempo mantiene una relación tensa con el Gobierno Nacional presidido por Luis Alberto Lacalle, pues era contrario a la participación de ministros del Partido Colorado en la denominada «Coincidencia Nacional».
En 1992 acompaña la posición del Foro Batllista para la derogación a Ley Nº 16.211, conocida como Ley de Empresas Públicas. Tanto en su Departamento como en Montevideo realizó una campaña para la derogación de los cinco artículos de la Ley. Participa en un debate en la Casa del Partido Colorado (a favor de la derogación), donde el defensor del mantenimiento de la Ley era Jorge Batlle, líder de la Lista 15.
El SI a la derogación, triunfa en Río Negro y en todo el país.
Referéndum Ley de Empresas Públicas, 1/10/91, Río Negro
SI: 18.929
NO: 8.044

### Elecciones de 1994. Candidato a Intendente deMontevideo. Presidente de UTE
Debido a la popularidad que fue adquiriendo a lo largo de su gestión, reforzada por algunas encuestas que le daban la imagen positiva más alta entre los Intendentes, Julio María Sanguinetti optó por él para postularlo a la Intendencia Municipal de Montevideo en las elecciones de 1994.
Tuvo especial impacto el trabajo realizado por la Encuestadora CIFRA publicada en el diario El País el 3 de abril de 1994: "Casi nueve de cada diez habitantes de Río Negro (87%) aprueba la gestión del Intendente Carminatti. Solo uno de cada veinte (4%) la desaprueba".
La Constitución uruguaya impide que una persona sea electa más de dos veces seguidas para ocupar el cargo de Intendente por el mismo Departamento, pero al tener también domicilio en Montevideo se hizo efectiva su candidatura, tras arduos debates y una impugnación que fue rechazada por el Corte Electoral.
Tras realizar una intensa campaña en la Capital de la República, fue derrotado por el candidato del Frente Amplio Mariano Arana, pero se destaca el hecho de que el Partido Colorado aumentó su caudal electoral en lo Departamental en comparación con las elecciones de 1989.
Elección Departamental, 1994, Montevideo
Frente Amplio: 402.772
Partido Colorado: 238.224
Partido Nacional: 184.779
Nuevo Espacio: 62.037
En Río Negro resultó elegido Intendente Rubén Rodríguez López (quien primero fue aliado y luego rival político de Carminatti), apoyado por un acuerdo electoral de varios grupos colorados (Foro Batllista, Lista 15, Pachequismo, Lista 99) que se enfrentaron al "Carminattismo" (integrante del Foro Batllista) que llevaba a Ruben "Pompo" Carminatti como candidato a Jefe Comunal y a Ruben Ruiz Morena como candidato a la diputación.
Elección Departamental, 1994, departamento de Río Negro
Partido Colorado: 12.644
Partido Nacional: 11.551
Frente Amplio: 5.262
Nuevo Espacio: 573
Tras el triunfo de la fórmula presidencial Julio María Sanguinetti - Hugo Batalla, Carminatti es designado Presidente del Directorio de la Administración Nacional de Usinas y Transmisiones Eléctricas UTE.
En su período al frente de UTE se aprobó en 1997 la Ley de marco regulatorio (16.832) que permitía la generación y transmisión de energía por privados.
A raíz de una iniciativa de la Agrupación UTE AUTE que acompañó el PIT-CNT y luego el Frente Amplio, se realizó una campaña para derogar la Ley, pero sin embargo los promotores no alcanzaron el 25% del padrón electoral necesario para realizar la consulta pública. En la primera oportunidad, el 8 de marzo de 1998, asistió el 15,01% de los habilitados para votar, y en la segunda ocasión, el 17 de junio, lo hizo el 22%.
Mario Carminatti emprendió una campaña casi en solitario en defensa de la Ley.
Para las elecciones internas del Foro Batllista en 1999, el nombre de Carminatti era mencionado como uno de los posibles precandidatos presidenciales del Foro Batllista (junto a Luis Hierro López y Ricardo Lombardo) por la imagen positiva que arrojaban algunas encuestas por su gestión en UTE, pero finalmente rompió con el sector de Sanguinetti y apoyó la precandidatura de Jorge Batlle.

### Elecciones Internas y Nacionales de 1999, Elección Departamental de 2000. Intendente por tercera vez
Presenta renuncia a la Presidencia del Directorio de UTE para intervenir en las Elecciones Internas del Partido Colorado.
El proceso electoral inauguraba un nuevo sistema luego de la entrada en vigencia de la Constitución de 1997: Elección Interna, también denominada Elección Primaria (25 de abril de 1999), Elección Nacional (31 de octubre de 1999), Segunda Vuelta o Balotaje (28 de noviembre de 1999) y Elección Departamental (14 de mayo de 2000).
En Río Negro el eslogan de su campaña es "Mario vuelve" y en la lucha interna con Rubén Rodríguez López, logra reconquistar su caudal electoral y obtener la adhesión de importantes dirigentes colorados que lo apoyarán en su candidatura a la Intendencia.
Tras el triunfo de Batlle en las internas primero y las elecciones nacionales después, Carminatti obtuvo una banca en el Senado de la República por la Lista 15, resultando electo para el periodo 2000-2005. Asume como Senador, pero promete que renunciará en caso de ser electo Intendente de Río Negro en las Elecciones Departamentales de 2000. Obtiene casi el 90% de los votos del Partido Colorado, logrando un tercer período de gobierno en Río Negro.
Elección Departamental, 2000, Río Negro.
Partido Colorado: 13.463 (41,4%) (Mario Carminatti: 87,6% - Duilio Pinazo: 12,4%)
Partido Nacional: 11.094 (34,2%) (Omar Lafluf)
Frente Amplio: 7.208 (22,2%) (Oscar Terzaghi)
Nuevo Espacio: 696 (2,1%) (Constante Mendiondo)
Asumió el 13 de julio de 2000 y designó al Ernesto Bonetti Percovich, quien fuera Director del Departamento de Desarrollo de la Intendencia y Jefe de Policía de Río Negro, como Secretario General.
Al presente Carminatti ha sido el único gobernante del Departamento de Río Negro en triunfar en tres oportunidades como candidato a la Intendencia.
Falleció en Montevideo, donde se encontraba internado por problemas de salud que se agravaron, el 15 de febrero de 2002 a los 66 años de edad. Su desaparición física resultó un fuerte impacto en la sociedad rionegrense y en el país. Lo sucedió en el cargo su primer suplente Francisco Centurión.
La Escuela Nº 60 de Alumnos Especiales de Fray Bentos, el Hipódromo de Fray Bentos, un puente en la Ruta Puente-Puerto sobre el Arroyo Yaguareté, la Sala de Sesiones del Municipio de la ciudad de Young y la Sala de Actos de la Casa del Partido Colorado de Fray Bentos, llevan el nombre de Mario Carminatti.
La Junta Departamental de Río Negro aprobó la designación de un espacio público con su nombre, junto al Liceo de San Javier, el cual no se ha construido hasta el presente.
Durante buena parte del año 2013, hubo un intenso debate en Fray Bentos en torno a la designación de una calle o avenida con el nombre de Mario Carminatti.
Por un lado hubo una propuesta inicial de vecinos y dirigentes del Partido Colorado para que fuera la avenida de ingreso a la ciudad. Por otro lado el Intendente Departamental de Río Negro Omar Lafluf, envió un proyecto de resolución a la Junta Departamental en el mismo sentido, pero sin tomar posición sobre la calle que podría llevar el nombre de Mario Carminatti.
No hubo consenso entre los partidos políticos y finalmente se votó que la avenida de ingreso a Fray Bentos se denomine Gral. José Artigas.